# Jacques Nivière
Jacques Marie Charles Nivière, zapisywany także jako Joseph Nivière (ur. 28 października 1873 w Paryżu, zm. 24 kwietnia 1958 w Ferté-Saint-Aubin) – francuski strzelec, olimpijczyk. Brat Rogera, również uczestnika igrzysk olimpijskich.
Brał udział w Letnich Igrzyskach Olimpijskich 1900. Startował tylko w trapie, w którym zajął 18. miejsce.

## Wyniki olimpijskie
| Igrzyska | Konkurencja | Wynik       | Miejsce | Źródło |
| -------- | ----------- | ----------- | ------- | ------ |
| IO 1900  | Trap        | Brak danych | 18      | [ 2 ]  |